# Rauten-Rindenspanner
Der Rauten-Rindenspanner (Peribatodes rhomboidaria), häufig auch Rhombenspanner genannt, ist ein Schmetterling (Nachtfalter) aus der Familie der Spanner (Geometridae).

## Merkmale
Die Falter erreichen eine Flügelspannweite von 32 bis 40 Millimetern und haben grau und bräunlich gescheckte Flügel. Auf den Vorderflügeln tragen sie zwei dunkle Querlinien, die ungleichmäßig dick und auch teilweise unterbrochen sind. Diese setzen sich auf den Hinterflügeln fort, sind dort aber etwas schwächer ausgeprägt. Die Männchen haben stark gefiederte Fühler.
Die Raupen werden bis zu 40 mm lang und sind grau- bis rotbraun gefärbt. Die dunklen Seitenlinien sind doppelt und die eher hellen Fleckenzeichnungen können am Rücken ein Rautenmuster bilden. 

## Vorkommen
Die Falter sind in ganz Europa verbreitet und leben in verschiedensten Lebensräumen, wie z. B. an Waldrändern und in Parkanlagen, aber auch im eher offenen Gelände. Die Häufigkeit der Art schwankt jahr- und gebietsweise stark.

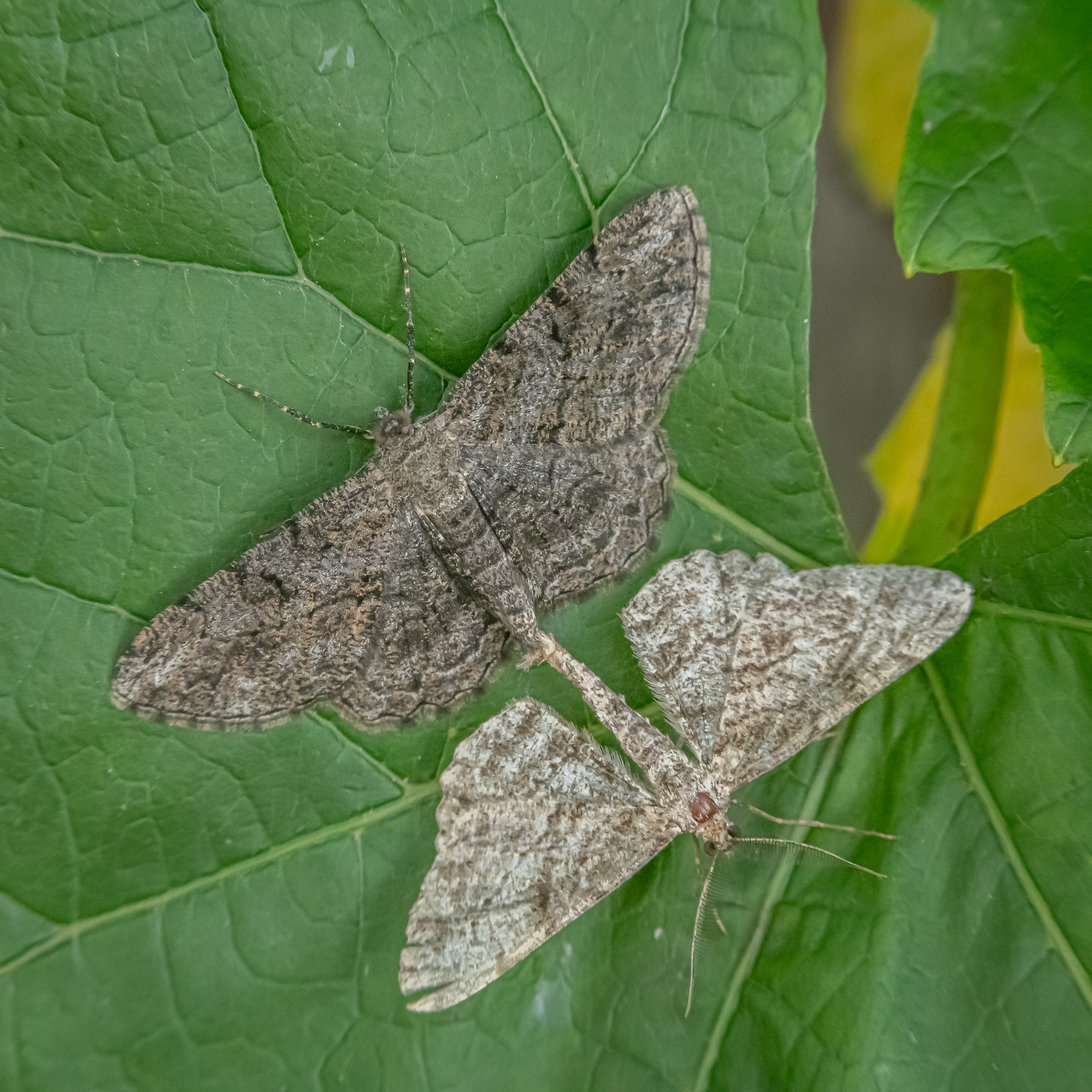
Paarung

## Unterarten
- Peribatodes rhomboidaria rhomboidaria
- Peribatodes rhomboidaria sublutearia

## Synonyme

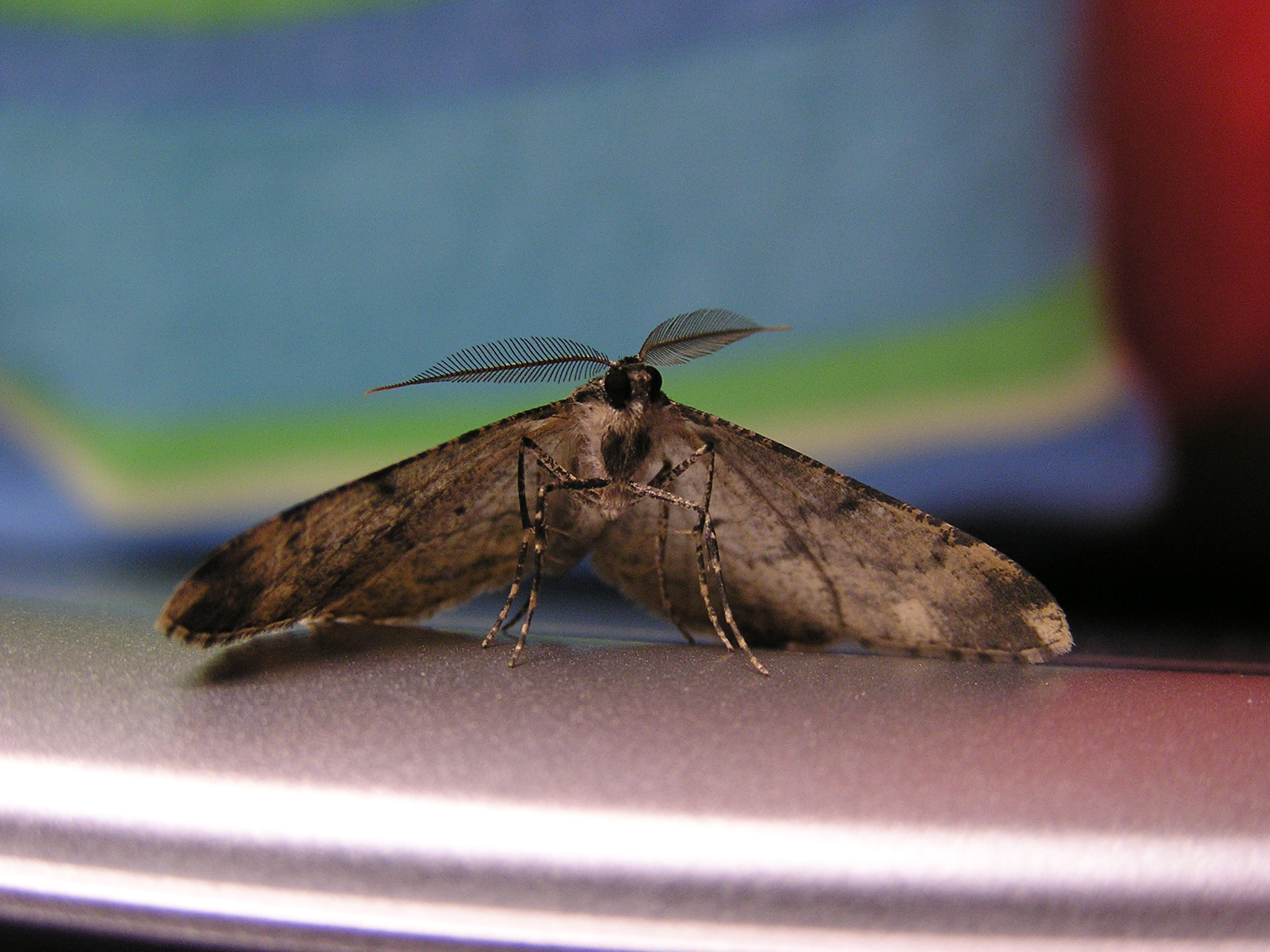
Männchen in Frontsicht

- Boarmia corsicaria (Schawerda, 1931)[1]
- Boarmia defloraria (Dannehl, 1928)[1]
- Peribatodes dragone (de Laever & Parenzan, 1985)[1]
- Boarmia psoralaria ([[Pierre Millière|Millière]], 1885)[1]
- Boarmia syritaurica (Wehrli, 1931)[1]
- Geometra rhomboidaria (Denis & Schiffermüller, 1775)[1]

## Lebensweise

### Flug- und Raupenzeiten
Der Rauten-Rindenspanner bildet eine Generation im Jahr, die von Ende Juli bis Ende August fliegt. In klimatisch begünstigten Gebieten bilden sich selten auch zwei Generationen. Die Raupen sind im August anzutreffen. In der Regel überwintern diese, selten aber auch die Puppe.  

### Nahrung der Raupen
Die Raupen ernähren sich von verschiedenen Arten von Laubbäumen, Sträuchern und niedrigen Pflanzen, z. B. von Weißdorn (Crataegus spec.), Schlehe (Prunus spinosa), Flieder (Syringa) und Efeu (Hedera spec.).